# Partido judicial de San Sebastián
El partido judicial de San Sebastián (en euskera Donostiako barruti judiziala) es uno de los seis partidos en los que se divide la provincia de Guipúzcoa, en la comunidad autónoma del País Vasco, España.Es el partido judicial n.º 5 de la provincia de Guipúzcoa.

## Ámbito geográfico
Municipios:
- Astigarraga
- Hernani
- Lasarte-Oria
- Lezo
- Orio
- Oyarzun
- Pasajes
- Rentería
- San Sebastián
- Urnieta
- Usúrbil